# Colpospira sophiae
Colpospira sophiae là một loài ốc biển, là động vật thân mềm chân bụng sống ở biển thuộc họ Turritellidae.